# Municipio de Jefferson (condado de Jackson, Kansas)
El municipio de Jefferson (en inglés: Jefferson Township) es un municipio ubicado en el condado de Jackson en el estado estadounidense de Kansas. En el año 2010 tenía una población de 513 habitantes y una densidad poblacional de 5,45 personas por km².

## Geografía
El municipio de Jefferson se encuentra ubicado en las coordenadas 39°31′27″N 95°50′31″O / 39.52417, -95.84194. Según la Oficina del Censo de los Estados Unidos, el municipio tiene una superficie total de 94.06 km², de la cual 93,98 km² corresponden a tierra firme y (0,09 %) 0,08 km² es agua.

## Demografía
Según el censo de 2010, había 513 personas residiendo en el municipio de Jefferson. La densidad de población era de 5,45 hab./km². De los 513 habitantes, el municipio de Jefferson estaba compuesto por el 93,96 % blancos, el 0,39 % eran afroamericanos, el 3,51 % eran amerindios, el 0,19 % eran asiáticos y el 1,95 % eran de una mezcla de razas. Del total de la población el 1,36 % eran hispanos o latinos de cualquier raza.